# 路易丝·奎因
路易丝·凯瑟琳·奎因（英語：Louise Catherine Quinn；1990年6月17日—），爱尔兰共和国女子职业足球运动员，司职中后卫，目前效力于伯明翰城足球俱乐部和爱尔兰共和国国家女子足球队。她曾代表爱尔兰参加2023年国际足联女子世界杯。